# Dékán István (ÁVH-tiszt)
Dékán István (Győrvár, 1919. május 6. – Moszkva, Szovjetunió, 1975. május 14.), partizán, ÁVH-s vezérőrnagy, belügyminiszter-helyettes.

## Élete
Az elemi iskolába Győrváron járt. Ezt követően Székesfehérváron a cisztercita gimnáziumban kezdte meg a középfokú tanulmányait. A polgári iskolát Kőszegen fejezte be. Ezután felszolgálónak tanult. 1936-től 1937-ig, illetve 1939-től 1940-ig Vasváron, Hévízen, Kőszegen és Budapesten dolgozott pincérként. 1937 őszétől 1939 végéig Hamburg környékén autópálya-építésen dolgozott. 
1940 őszén bevonult katonának, és árkász lett. 1943 májusában Szvjatosinóban antifasiszta iskolát végzett. 1944 elejéig egy partizánegységben a frontvonal mögött, a németek által megszállt területeken harcolt, később ejtőernyős kiképzésen vett részt. 1944 augusztusában Észak-Erdélyben vetették be.
1944. decemberétől 1950-ig a PRO (Politikai Rendészeti Osztály), illetve utódszervezeteinek állományához tartozott. Az Államvédelmi Hatóság (ÁVH) kémelhárítási osztályának vezetője volt alezredesként. A koncepciós perekben elítéltek kihallgatását és vizsgálatát vezette, illetve a Péter Gábor és társai ügyében indult 1953-as vizsgálatnak egyik irányítója volt.
1950-ben a belső tisztogatások őt is utolérték, s ezután két évig a civil életben dolgozott. 1953 májusában Rákosi Mátyás rehabilitálta, majd az ÁVH egyik irányítójává nevezte ki ezredesi, később vezérőrnagyi rangban, és belügyminiszter-helyettessé nevezte ki. Az 1956-os forradalom alatt a Szovjetunióba távozott családjával együtt. Egyes források szerint 1962-ben tért csak haza,[forrás?] felesége (Kardos Éva, Rákosi Mátyás unokahúga.) visszaemlékezései szerint 1957-ben. 1962-ben kizárták az MSZMP-ből. Ezután a Vendéglátóipari Technikum, majd a Hotel Silvanus igazgatója volt. 1975-ben Moszkvába utazott a Győzelem Napja 30. évfordulójára, de 1975. május 14-én szállodai szobájában holtan találtak rá. Halálának oka mindmáig ismeretlen.

## Könyvei
- Vihar Ukrajnában – Egy magyar partizán naplója, Budapest, 1945
- Partizánutakon (Budapest, 1955); Harcostársak emlékeznek (szerk., Budapest, 1960)
- Dékán István – D. Kardos Éva: Utak és ösvények, Magvető, Budapest, 1975, ISBN 9632700120; Magvető, Budapest, 1979, Tények és tanúk 30., ISBN 9632709659

## Kapcsolódó szócikk
- Gellén István